# 理研鼎業
株式会社理研イノベーション（りけんイノベーション、英: RIKEN Innovation Co., Ltd.）は、理化学研究所の100%出資会社として2019年12月に創業された普通法人である。

## 沿革
- 2019年
  - 5月 - 新法人設立に関する出資申請を理化学研究所から提出
  - 9月 - 文部科学省による出資認可
  - 9月 - 株式会社理研鼎業登記
  - 12月 - 株式会社理研鼎業創業
- 2024年6月 - 株式会社理研イノベーションへ社名変更

## 所在地
- 本社 - 埼玉県和光市広沢2-1（理化学研究所内）
- 東京事務所 - 東京都中央区日本橋1-4-1　日本橋一丁目三井ビルディング（COREDO 日本橋）19階
- 神戸オフィス - 兵庫県神戸市中央区港島南町6-7-1 理化学研究所 融合連携イノベーション推進棟S 204